# Корнаухов, Олег Дмитриевич
Оле́г Дми́триевич Корнау́хов (род. 14 января 1975, Москва) — российский футболист, защитник.

## Биография
Известен в основном по выступлениям за московские клубы «Торпедо» и ЦСКА, в составе которого дважды становился призёром чемпионата России.
В 2007 году был игроком клуба «Торпедо» Москва, выступавшего в первом дивизионе России. В «Торпедо» Корнаухов начинал свою карьеру, выступал в его составе до 1997 года и вернулся спустя почти 10 лет. В октябре 2007 года «Торпедо» по взаимному согласию досрочно расторгло контракт с футболистом. В июле 2008 года был включён в заявку клуба первого дивизиона России «Спортакадемклуб» (Москва). В 2009 году выступал за клуб второго дивизиона России «Дмитров».
Всего в высшей лиге чемпионата России в составе 6 команд сыграл 247 матчей, забил 13 мячей (результат ещё одного матча, в котором Корнаухов принимал участие, был аннулирован).
Окончил МГАФК (1998).
В 2010 году — спортивный комментатор телеканала «Россия 2» на матчах чемпионата России.
С 2010 года работал тренером ДЮСШ ЦСКА. С 18 декабря 2018 — директор ДЮСШ ЦСКА.
Периодически приглашаем каналом "Матч ТВ" на свои эфиры в роли эксперта.

## Карьера в сборной
Сыграл один товарищеский матч в составе сборной России: 18 ноября 1998 в гостевом матче со сборной Бразилии (1:5) вышел на замену, отыграл 69 минут, на 66 минуте забил с пенальти гол, получил жёлтую карточку.
В 1995 году сыграл 2 матча за олимпийскую (молодёжную) сборную России.

## Достижения
ЦСКА
- Серебряный призёр чемпионата России: 1998
- Бронзовый призёр чемпионата России: 1999
- Обладатель Кубка России: 2001/02
- Финалист Кубка России: 1999/2000

личные
- В списках 33-х лучших футболистов чемпионата России (2): № 3 — 1998, 1999
- 2-е место среди левых защитников по оценкам «Спорт-Экспресс»: 1999 (средний балл 6,06)